# نبردهای کورنتیان
نبردهای کورنتیان نام سلسله نبردهایی در یونان باستان بود که از سال ۳۹۵ تا ۳۸۷ پیش از میلاد رخ داد و در آن اسپارت در برابر اتحاد چهارگانه آتن، آرگوس، کورینتوس و تبای که توسط شاهنشاهی هخامنشی پشتیبانی می‌شدند، قرار گرفت. علت نخست جنگ، منازعه محلی در شمال غربی یونان بود که در آن تبای و اسپارت دخالت داشتند. دلیل ژرف‌تر آن نیز خصومت برانگیخته شده از اسپارت به علت گسترش یافتن قلمرو آن در آسیای صغیر، مرکز، شمال و حتی غرب یونان بود.
نبرد در دو جبهه صورت می‌گرفت: نبرد زمینی در نزدیکی کورینتوس و نبرد دریایی در اطراف دریای اژه. در مراحل نخستین نبرد زمینی، اسپارت‌ها توانستند به زودی به پیروزی‌هایی دست یابند اما آنان قادر به حفظ پیروزی‌هایشان نبودند و مدت کمی پس از آن به بن‌بست برخوردند. در دریا نیز ناوگان اسپارت‌ها شکست سختی از ناوگان ایرانیان خورد و این رویداد به تلاش اسپارت‌ها برای تبدیل شدن به یک قدرت دریایی پایان داد. در سال‌های بعد، آتن با استفاده از این وضعیت چندین جنگ دریایی را ترتیب داد و آن‌ها توانستند تعدادی از جزایری را که بخشی از اتحادیه دلوس (متحدان آتن) در قرن ۵ پیش از میلاد بودند را به دست آوردند.
ایران که از این موفقیت‌های آتن احساس خطر کرده بود، به پشتیبانی از متحدان خاتمه داد و پشتیبانی از اسپارت را آغاز کرد. این عمل متحدان را مجبور به صلح کرد. صلح شاهانه که همچنین به نام صلح آنتالکیداس نیز شناخته می‌شود در سال ۳۸۷ پیش از میلاد امضا شد و به نبرد خاتمه داد. طبق این پیمان ایران می‌توانست به کل ایونیا تسلط داشته باشد و تمام شهرهای یونان مستقل می‌بودند. اسپارت باید با داشتن قدرت برای اجبار به اجرای بندهای آن، نگهبان صلح باشد. تأثیر این نبرد توانا کردن ایران برای دخالت در سیاست‌های یونان و تسلط اسپارت در نظام سیاسی یونان بود.

## رویدادهای منتهی به نبرد
در جنگ پلوپونز که در سال ۴۰۴ پیش از میلاد رخ داد، اسپارت از پشتیبانی تقریباً تمام سرزمین‌های اصلی یونان و همچنین ایران برخوردار بود و در ماه‌ها و سال‌های پس از نبرد، شماری از جزایر دریای اژه را به تصرف خود درآورد. با این حال، این پشتیبانی مستحکم در سال‌های پس از جنگ متلاشی شده بود. با وجود ماهیت مشترک پیروزی، اسپارت یه تنهایی غارت‌های به دست آمده از ایالات مغلوب و خراج‌های امپراتوری آتن را دریافت می‌کرد. هنگامی که اسپارت در سال ۴۰۲ پیش از میلاد الیس که یکی از اعضای اتحادیه پلوپونزی بود که از اعمال اسپارت در جنگ‌های پلوپونزی خشمگین شده بود را تصرف کرد، متحدان اسپارت اتحادشان با اسپارت را به هم زدند. کورینتوس و تبای از ارسال نیروی کمکی برای اسپارت در نبرد با الیس خودداری کردند.
تبای، کورینتوس و آتن همچنین از شرکت در عملیات نظامی اسپارت در ۳۹۸ پیش از میلاد در ایونیا سرباز زدند. تبای‌ها تا آن جا پیش رفتند که از فرستادن قربانی برای آگسیلائوس دوم پادشاه اسپارت که می‌خواست پیش از عزیمتش به جنگ قربانی کند سرباز زدند. با وجود غیبت این ایالت‌ها، آگسیلائوس به‌طور مؤثری علیه ایرانیان در لیدیه پیشروی کرد و تا سارد پیش رفت. تیسافرن ساتراپ لیدی برای ناتوانی‌اش در مهار اسپارت‌ها اعدام شد. جانشینش تیثرئوستس به اسپارت‌ها رشوه داد تا به سمت ساتراپی فارناباز دوم (هلسپونت فریگیه) در شمال پیشروی کنند. آگسیلائوس نیز چنین کرد اما به‌طور همزمان شروع به تشکیل نیروی دریایی پرشماری کرد.
به علت ناتوانی در شکست ارتش آگسیلائوس، فرناباز تصمیم به اجبار آگسیلائوس به صلح از طریق تحریک مشکلات در یونان کرد. وی تیموکرات رودس را به یونان روانه کرد تا با توزیع ده‌ها هزار دریک طلا، آنان را علیه اسپارت تحریک کند. تیموکرات از آتن، تبای، کورینتوس و آرگوس بازدید کرد و موفق به متقاعد کردن جناح‌های قدرتمند در هر یک از این ایالت‌ها جهت پیگیری سیاست ضد اسپارتیان شد. تبای‌ها که پیشتر سیاست‌های سرسختانه خود علیه اسپارت را نشان داده بودند، وعدهٔ آغاز جنگ علیه آنان را دادند.

## رویدادهای آغازین نبرد

### نبردهای نخستین
گزنفون ادعا می‌کند که تبای‌ها به علت تمایل نداشتن به نبرد مستقیم با اسپارت، تصمیم به تسریع جنگ به وسیلهٔ تشویق متحداشان لوکریس‌ها
از طریق جمع‌آوری مالیات از مناطقی که مورد اختلاف لوکریس‌ها و فوکیس‌ها بود، داشتند. فوکیس‌ها نیز در پاسخ به سرزمین لوکریس‌ها یورش بردند و آن جا را غارت کردند. لوکریس‌ها نیز از تبای‌ها درخواست کمک کردند و تبای‌ها نیز به فوکیس حمله کردند. فوکیس‌ها نیز از متحدشان اسپارت یاری خواستند. اسپارت‌ها نیز که از یافتن بهانه برای تنبیه تبای‌ها استقبال می‌کردند، تصمیم به بسیج عمومی نیروهایشان گرفتند. تبای‌ها نیز هیئت سیاسی را برای درخواست کمک به آتن ارسال کردند و آتنی‌ها نیز رای به حمایت از تبای‌ها و اتحاد دائمی با آنان دادند.
طرح اسپارت برای حمله به آلیارتوس که از شهرهای بویوتیا بود دو ارتش را اختیار کرد: یکی تحت فرمان لیساندر و دیگری تحت فرمان پوسانیاس لیساندر زودتر از پوسانیاس به منطقه رسید و توانست اهالی شهر اورخومینوس را قانع کند که علیه اتحادیه بویوتیان قیام کنند. سپس وی با سپاهش همراهی سپاهی از اورخومینوسی‌ها به سمت آلیارتوس راهی شد. وی در نبرد با آلیارتوس کشته شد. با این که اسپارت‌ها در این جنگ بخشی از نیروی خود را از دست دادند اما توانستند سپاهی از تبای‌ها را که آنان را در زمین‌های ناهموار تعقیب می‌کردند، شکست دهند. روز بعد پوسانیاس فرا رسید. وی با برقراری آتش‌بس توانست اجساد کشته شدگان اسپارت را از میدان جنگ به اسپارت بازگرداند. وی برای نرسیدن به نبرد و عدم حمایت لیساندر به مرگ محکوم شد اما موفق شد که پیش از اجرای حکم به تجیا بگریزد.

### گسترش اتحاد علیه اسپارت
در پی این حوادث، هم اسپارت و هم متحدانش برای نبردهای جدی تر آماده گشتند. در اواخر سال ۳۹۵ پیش از میلاد، کورینوتوس و آرگوس برای همیاری آتن و تبای وارد جنگ شدند. یک شورا در کورینتوس تشکیل شد تا امور این اتحاد را مدیریت کند. سپس این متحدان فرستادگانی را به ایالت‌های کوچک‌تر فرستادند و حمایت بسیاری از آنان را جلب کردند.
اسپارت‌ها نیز که خطر این تحرکات را احساس کرده بودند، سپاهی را علیه متحدان جدید اعزام کردند و فرستاده‌ای را نزد آگسیلائوس فرستادند و او را به بازگشت به یونان سفارش کردند. این پیشنهاد برای آگسیلائوس ناامید کننده بود زیرا وی به کارزارهای موفق بیشتری می‌اندیشید. گفته‌اند که وی با اکراه پذیرفت درحالی که برای ده هزار دریک او می‌توانست کل آسیا را شکست دهد. بدین ترتیب وی با سربازانش بازگشت، از داردانل عبور کرد و از طریق تراکیه به غرب رفت.

## جنگ در زمین و دریا (۳۹۴ پیش از میلاد)

### نمیا
پس از درگیری مختصری بین تبای و فوکیس که به پیروزی تبای انجامید، متحدین ارتش بزرگی را در کورینتوس گردآوردند. سپاه بزرگی از اسپارت برای به چالش کشیدن این نیرو اعزام شد. این نیروها در بستر خشک رودخانه نمیا در قلمرو کورینتوس، جایی که اسپارت‌ها به پیروزی بزرگی دست افته بودند، با یکدیگر مواجه شدند. مانند اغلب جنگ‌های هوپلیت‌ها، جناح راست هر کدام از دو لشکر به پیروزی دست یافتند. اسپارت‌ها آتنی‌ها را شکست دادند و تبای‌ها، آرگوس‌ها و کورینتوس‌ها موفق شدند که پلوپونزها را شکست دهند. سپس اسپارت‌ها به تبای‌ها، آرگوس‌ها و کورینتوس‌هایی که سربازان فراری پلوپونزی را دنبال می‌کردند، حمله کردند و شماری از آن‌ها را کشتند. سپاه ائتلاف ۲۸۰۰ سرباز را از دست داد در حالی که اسپارت‌ها و متحدینشان ۱۱۰۰ نفر را از دست دادند.

### کنیدوس

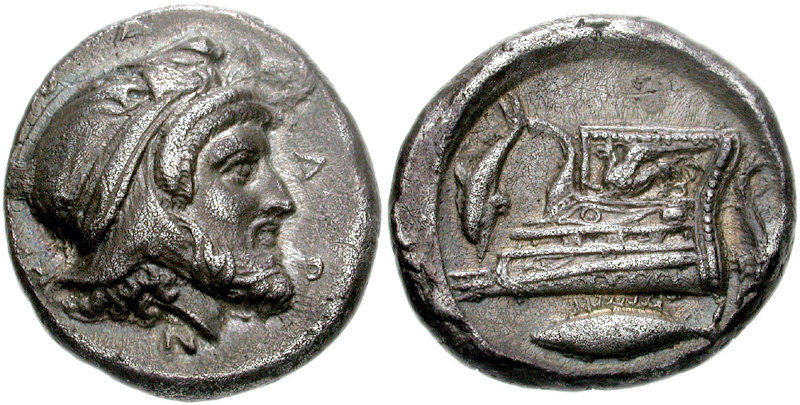
ساتراپ هخامنشی فارناباز دوم و دریادار تبعید شده یونانی کونون در نبرد کنیدوس مقابل اسپارت به پیروزی رسیدند. تصویر متعلق به سکه فرنابازوس، ضرب شده در حدود ۳۹۸–۳۹۵ سال پیش از میلاد است که تصویر وی را به همراه کشتی جنگی اش و دو دلفین را نشان می‌دهد که نماد پیروزی وی در دریا است.

اقدام مهم بعدی این جنگ در دریا صورت گرفت که هم پارسیان و هم اسپارت‌ها ناوگان بزرگی را در طول مبارزات آگسیلائوس در آسیا جمع‌آوری کرده بودند. آگسیلائوس با فراخوانی کشتی‌ها از ایالت‌های مختلف اطراف دریای اژه توانست ۱۲۰ ترایریم را جمع‌آوری کند و آن‌ها را تحت فرمان برادرزاده خود پیساندر قرار دهد. کاری که هیچ فرماندهی پیشتر آن را برعهده نگرفته بود. در همین حال، پارسیان نیز ناوگان مشترک فنیقی، کیلیکییایی و قبرسی را به فرماندهی مشترک ساتراپ هخامنشی فارناباز دوم و دریاسالار باتجربه کونون که پس از شکست در نبرد آئژوسپوتامی در تبعید و در خدمت هخامنشیان بود، ایجاد کرده بودند. پیشتر این ناوگان توانسته بود رودس را در سال ۳۹۶ پیش از میلاد از کنترل اسپارت‌ها خارج سازد.
این دو ناوگان در سال ۳۹۴ پیش از میلاد در نقطه‌ای در کنیدوس با هم رو‌به‌رو شدند. اسپارت‌ها با جدیت مبارزه کردند اما سرانجام شکست خوردند. تعداد زیادی از کشتی‌هایشان غرق یا به غیمت گرفته شد و ناوگان اسپارت‌ها از بین رفت. به دنبال این پیروزی، فارناباز و کونون به سمت سواحل ایونیا حرکت کردند و فرماندهان و سربازان اسپارت را از شهرها بیرون راندند اما نتوانستند شهرهای سستوس و آبیدوس را که تحت فرماندهی درسیلیداس بودند، شکست دهند.

### کورونیا
در این زمان، سپاه آگسیلائوس که در حمله به تسالی موفق به شکست آنان شده بودند، در بویوتیا با سپاهی متشکل از ایالت‌های گوناگون متحد دشمنان اسپارت مواجه شدند. سپاه آگسیلائوس متشکل از هیلوت‌های آزاد شده و مزدوران ده هزار تن بود که توسط اسپارت‌های ارکومنوس و اسپارت‌هایی که از خلیج کورنیس آمده بودند، تقویت شده بود. این دو لشکر در کورونی در قلمرو تبای با یکدیگر روبرو شدند. همانگونه که در نمیا رخ داد، جناح راست هر دو سپاه پیروز شدند. تبای‌ها (جناح راست متحدین) پیروز شدند اما سایر متحدینشان شکست خوردند. با دیدن شکست متحدان، تبای‌ها تصمیم گرفتند که به اردوگاه عقب‌نشینی کنند. سپاهیان آگسیلائوس به تبای‌ها حمله کردند و توانست تعدادی از آن‌ها را از پای درآورند. پس از این پیروزی، آگسیلائوس و سپاهیانش به خلیج کورنیس رفته و از آن جا به اسپارت بازگشتند.